# Masami Ihara
Masami Ihara, född 18 september 1967 i Shiga prefektur, Japan, är en japansk före detta fotbollsspelare.